# Valahia Albă

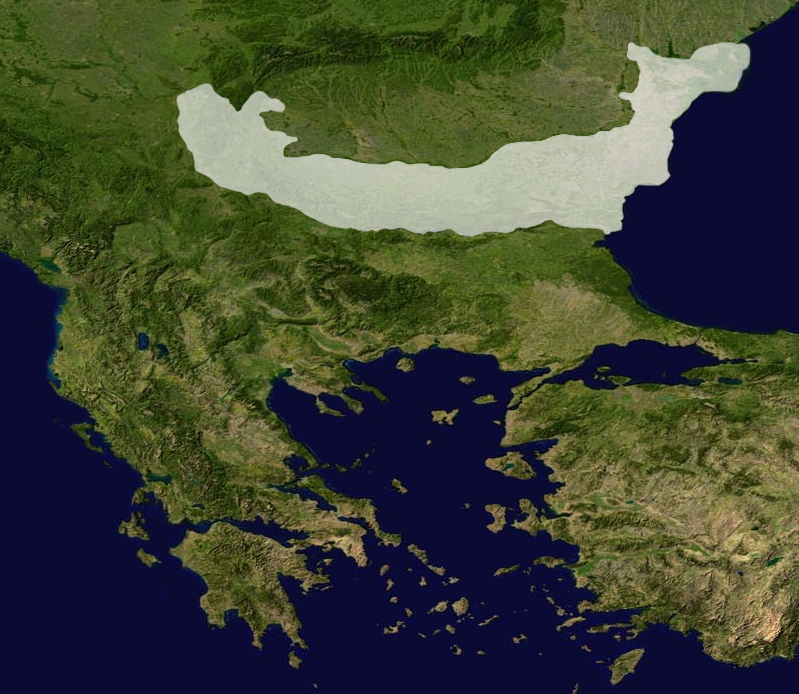
Locația aproximativă a Țării Românești Albe în Peninsula Balcanică, potrivit Reiley

Valahia Albă, denumită uneori simplu Vlahia, Țara Românească sau Valahia lui Asen de către sursele occidentale, (în greacă Ασπροβλαχία, transliterat: Asprovlachía) a fost un termen bizantin rar folosit pentru regiunea dintre Dunăre și Munții Balcani. Cel mai probabil, numele își are originea în populația vlahă notabilă a regiunii, în mod similar cu Marea Valahiei din Tesalia sau Mica Valahie, în Etolia-Acarnania.
Începând cu 1185, bulgarii și vlahii care trăiau în regiune s-au revoltat împotriva împăratului bizantin Isaac al II-lea . După succesul revoltei, a devenit nucleul celui de-al Doilea Imperiu Bulgar. Datorită proeminenței timpurii a elementului vlah al țarismului, sursele occidentale, care au intrat pentru prima dată în contact cu acesta în timpul celei de-a treia și a patra cruciade, și chiar surse bizantine, precum Niketas Choniates, se referă la noul stat bulgar ca vlah. Astfel, cavalerii francezi Guillaume de Rubrouquis și Geoffroy de Villehardouin se referă la Țara Românească a lui Asen, iar călugărul William de Rubruck împarte Bulgaria în timpul regatului lui Mihail al II-lea Asen în „Blakia — teritoriul lui Assan — și Mica Bulgaria”.
Spre deosebire de Țara Românească Albă, izvoarele bizantine se referă și la o „ Țara Românească Neagră ”, care era Moldova (sau o parte a acesteia). Principatul Moldovei însuși a ajuns să fie numit de către otomani Țara Românească Albă (în turcă Ak-Eflak), cu poreca de Țara Românească Neagră (în turcă Kara-Eflak) ajungând să se refere la Principatul învecinat al Țării Românești.